# ناثانيل تيري
ناثانيل تيري (بالإنجليزية: Nathaniel Terry) هو قاضي ومحامي وسياسي أمريكي، ولد في 30 يناير 1768، وتوفي في 14 يونيو 1844 في الولايات المتحدة. انتخب عضو مجلس النواب الأمريكي.